# 久保田真苗
久保田 真苗（くぼた まなえ、1924年10月6日 - 2008年8月8日）は、日本の政治家、労働官僚。参議院議員（2期）、経済企画庁長官（第48代）等を歴任した。

## 来歴・人物
神奈川県横浜市生まれ。津田塾専門学校（現津田塾大学）、慶應義塾大学法学部政治学科卒業。1951年、労働省に入省。1975年には三木内閣の内閣審議官に就任する。
1983年、第13回参議院議員通常選挙に日本社会党公認で比例区から出馬し、初当選。1989年の第15回参議院議員通常選挙を控え、リクルート事件により引責辞任した竹下登首相に代わり、新たに就任した宇野宗佑の愛人スキャンダルを国会で追及。同年夏の東京都議会議員選挙及び参院選での社会党躍進に貢献し、自らも再選を果たした。1990年、社会党副委員長就任。1991年、参議院決算委員長に就任。
1993年、社会党シャドーキャビネットで影の外務大臣を務める。同年、8党派による非自民連立政権の細川内閣で経済企画庁長官に任命され、初入閣を果たした。翌1994年、細川護煕首相の辞任による内閣総辞職に伴い、経済企画庁長官を離任。1995年の第17回参議院議員通常選挙には出馬せず、政界を引退した。2000年、「憲法を愛する女性ネット」を結成。
2008年8月8日、心不全のため死去。享年83。

## 政策
- 早くより選択的夫婦別姓制度導入に賛同していた。「日本の民法では夫婦は結婚したら妻または夫のどちらかの姓に一つを選ばなきゃならないということになっている。しかし、伝統的に男女の力関係を反映して九八、九％までが男性の姓を名のるという結果になっており、どうしても自分の姓を維持したいという人は非常に苦労して通称で使う、これも非常に損がある」と述べる[1]。

## エピソード
高等女学校時代、「女性権利宣言」を作りギロチン刑にかけられたグージュについて体育教師から聞かされ、女性のために働き続ける決意をし、生涯独身を貫いた。